# عبد الرحيم أمين
عبد الرحيم أمين عبد الله بخاري المعروف بـ عبد الرحيم أمين (1335هـ- 1420ه) خطاط كسوة الكعبة المشرفة وواضع خطوط بابها والمدون اسمه عليها حتى الآن. ولد في مكة المكرمة عام 1335هـ (1917م) وعمل في دار الكسوة منذ إنشاءها عام 1346هـ، إذ يعد أقدم عامل فيها منذ عهد الملك عبد العزيز، وتدرج في عمله بمصنع كسوة الكعبة من رئيس فني عام 1350هـ (1932م)، ثم وكيل للمصنع عام 1382هـ (1962م) حتى تقاعده عام 1399 هـ (1979م)، ليتم تعيينه بعد ذلك مستشارا للمصنع. وقد نفذ عددًا من خطوط وزخارف الأعلام السعودية.

## أعماله
نفذ عبد الرحيم أمين زخارف وكتابات كسوة الكعبة وبابها الذي أمر بصناعته الملك عبد العزيز مؤسس السعودية الثالثة. وفي عام 1399هـ، أمر الملك خالد بن عبد العزيز بصناعة باب جديد للكعبة وقام عبد الرحيم أمين بتنفيذ زخارفه وكتاباته المخطوطة بخط الثلث.